# Anna Birjukova
Anna Birjukova (in russo Анна Бирюкова?; Ekaterinburg, 27 settembre 1967) è un'ex triplista russa, campionessa mondiale ed europea della specialità.

## Palmarès
| Anno | Manifestazione  | Sede      | Evento         | Risultato | Misura  | Note                                    |
| ---- | --------------- | --------- | -------------- | --------- | ------- | --------------------------------------- |
| 1993 | Mondiali        | Stoccarda | Salto in lungo | 17ª       | 6,36 m  |                                         |
| 1993 | Mondiali        | Stoccarda | Salto triplo   | Oro       | 15,09 m | Record mondiale · Record dei campionati |
| 1994 | Europei indoor  | Parigi    | Salto triplo   | Argento   | 14,72 m |                                         |
| 1994 | Europei         | Helsinki  | Salto triplo   | Oro       | 14,89 m |                                         |
| 1995 | Mondiali        | Göteborg  | Salto triplo   | Bronzo    | 15,08 m |                                         |
| 1996 | Giochi olimpici | Atlanta   | Salto triplo   | 12ª       | 14,19 m |                                         |

## Altre competizioni internazionali
1995
- Oro alle IAAF Grand Prix Final ( Monaco), salto in lungo - 14,99 m